# المدرسة الباشية
المدرسة الباشية هي إحدى مدارس مدينة تونس وقد بنيت في العهد الحسيني. وهي من المعالم التاريخية المرسمة بأمر مؤرخ في 13 مارس 1912.

## موقعها

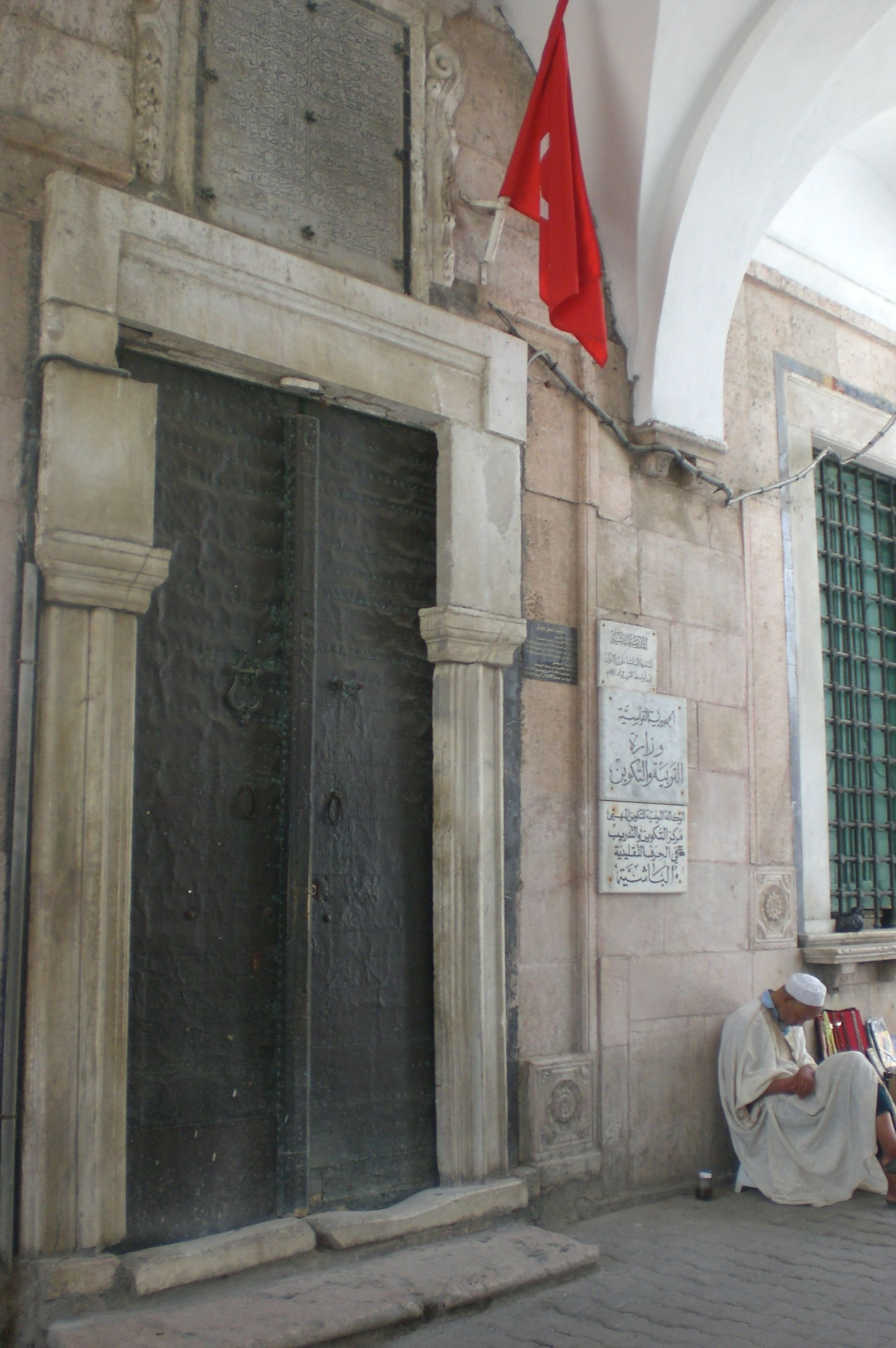
مدخل المدرسة الباشية بتونس

تقع المدرسة الباشية بقلب مدينة تونس، وتحديدا بنهج الكتبية عدد 27، وهي بذلك تجاور جامع الزيتونة وتقع قبالة معلم تاريخي آخر هو حمام القشاشين.

## تأسيسها
في أواسط القرن الثامن عشر قام علي باشا بتأسيس عدد من المدلرس خصص إحداها للطلبة من أتباع المذهب المالكي وهي المدرسة العاشورية، وخصص المدرسة الباشية لطلبة المذهب الحنفي وكان تأسيسها عام 1166هـ/1752.

## أوقافها
بلغ عدد أوقاف المدرسة الباشية ستة وأربعين وقفا بين عقارات فلاحية وبنايات. وكان يستفيد من هذه الأوقاف طلبة المدرسة الذين كانوا يتقاضون منحا على شرط أن لا يتغيبوا عنها أكثر من سنة بالنسبة لمن قصد منهم الحج ولا أكثر من شهرين سنويا بالنسبة لغيرهم. غير أن الاستفادة من تلك الأوقاف لم يقتصر على سكانها من الطلبة، وإنما كان يستفيد منها غيرهم من طلبة العلم.

## بنايتها
تتكون المدرسة الباشية من بهو يحيط به من ثلاث جهات رواق تفتح عليه ثلاثة عشر غرفة لسكنى الطلبة، ويفتح على الجهة الرابعة من البهو مصلى وقاعة مكتبة فسيحة، كما ألحق بالمدرسة سبيل يستفيد منه المارة من خلال نافذة كبيرة تطل على نهج الكتبية.

## دورها
مثلها مثل بقية مدارس مدينة تونس التي تعود إلى الفترة الحديثة، تحولت وظيفة المدرسة الباشية منذ تأسيسها في أواسط القرن الثامن عشر من مدرسة للتعليم إلى مبيت لطلبة جامعة الزيتونة، حيث كان يقيم بها ثمانية طلبة يتقاضون منحا من أوقافها. وبعد إلغاء التعليم الزيتوني بعد الاستقلال تم غلق المدرسة الباشية ثم وقع ترميمها في ثمانينات القرن العشرين بمساعدة وزارة التكوين المهني والتشغيل التي جعلت بها مركزا للتعليم المهني.

## معرض صور

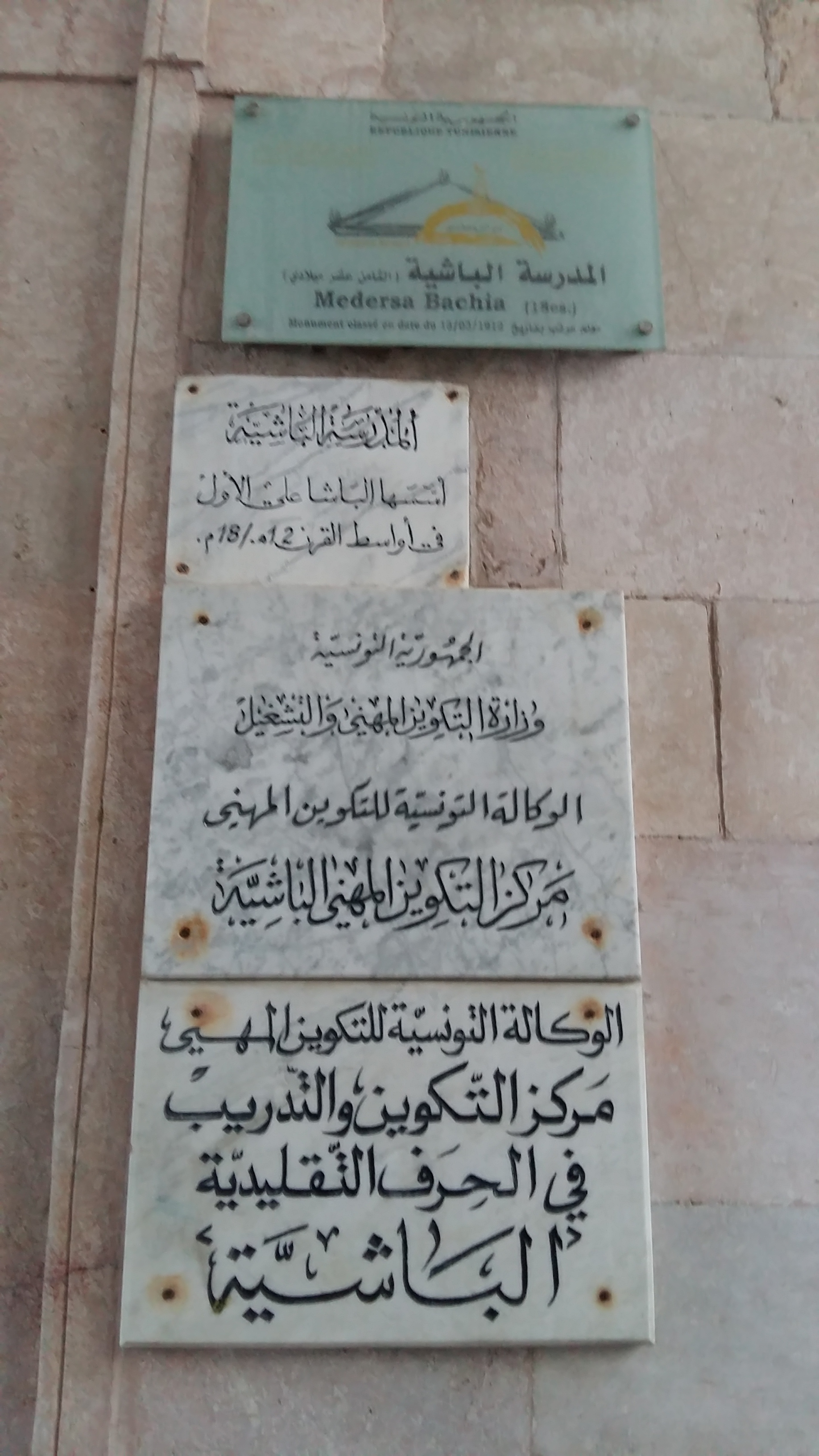
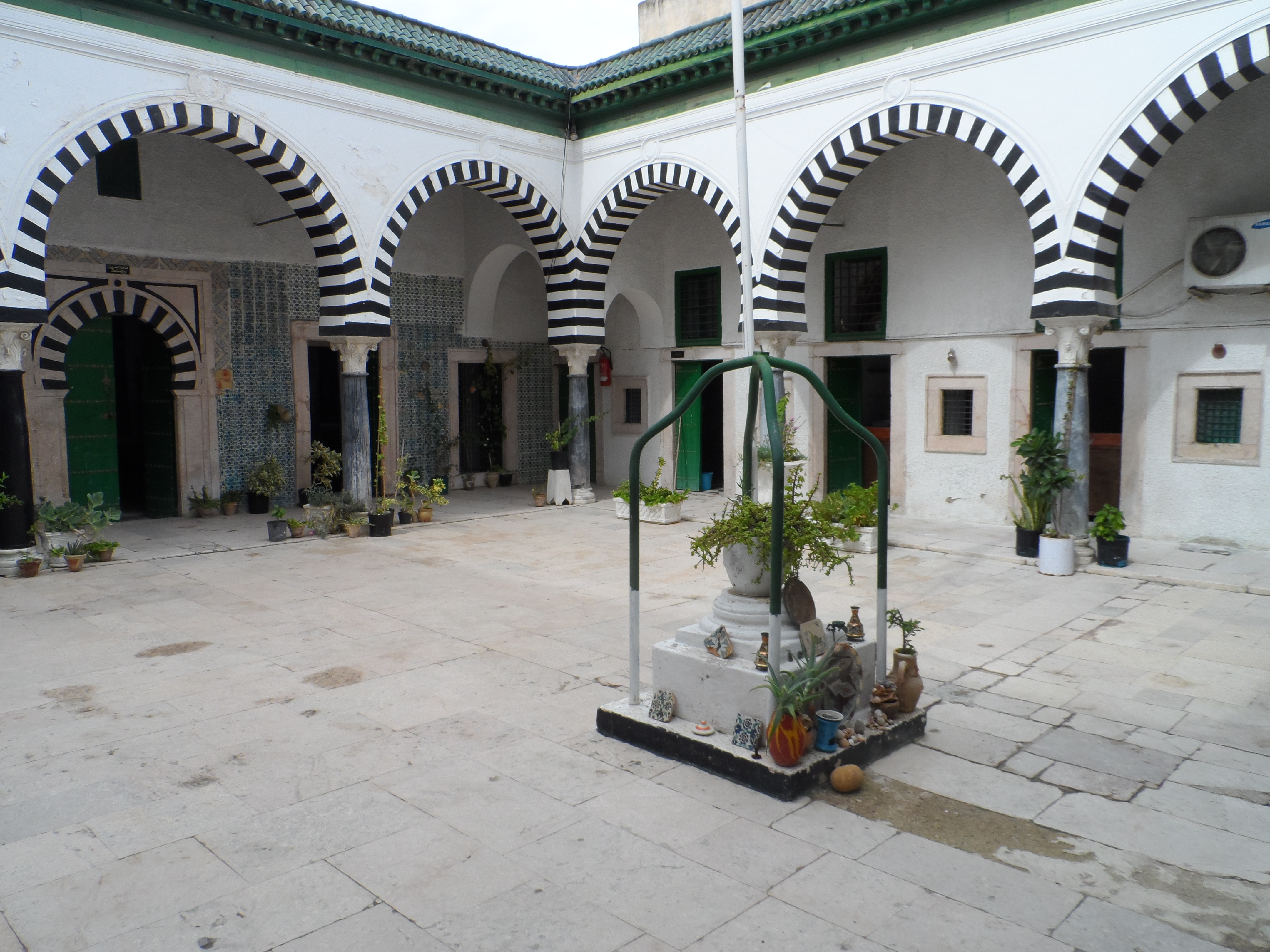
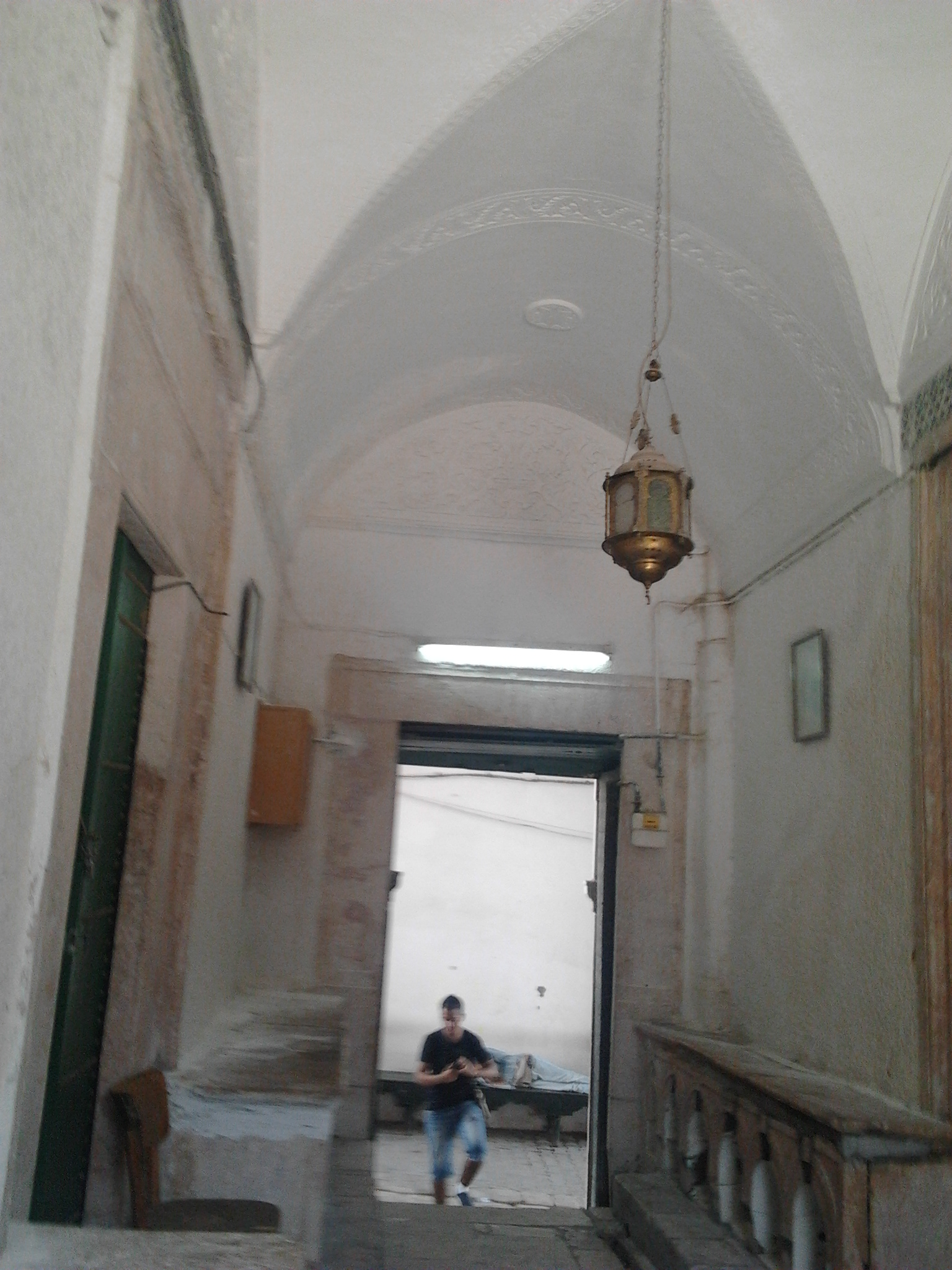

## وصلات خارجية
- وصف ثلاث مدارس: النخلة والباشية والسليمانية
- بوابة سترابون تونس

### الهوامش
1. 1 2  "Wiki Loves Monuments monuments database". 3 نوفمبر 2017.
2. ↑  وصلة مرجع: http://www.docartis.com/Tunisia_Decreti/DECRETS/Pagine/1912_13mars.html.
3. ↑  محمد بن الخوجة، تاريخ معالم التوحيد في القديم وفي الجديد، دار الغرب الإسلامي، بيروت 1985، 316-319
4. ↑  الباشية [وصلة مكسورة] نسخة محفوظة 29 فبراير 2020 على موقع واي باك مشين.
5. ↑  محمد بن الخوجة، تاريخ معالم التوحيد في القديم وفي الجديد، دار الغرب الإسلامي، بيروت 1985، 313-316
6. ↑  العاشورية [وصلة مكسورة] نسخة محفوظة 29 فبراير 2020 على موقع واي باك مشين.